# سلطان علي
سلطان علي محمد البدواوي (مواليد 6 أكتوبر 2001) لاعب كرة قدم إماراتي يجيد اللعب كلاعب وسط مع نادي شباب الأهليالإماراتي.

## مسيرة اللاعب
بدأ مع نادي شباب الأهلي وأعير إلى نادي حتا في عام 2023.